# Тодор Стаменов
Тодор Стаменов Митев, по-известен като Тодор Стаменов е български революционер и опълченец.

## Биография
Тодор Стаменов е роден в радомирското село Калище. През 1858 година се преселва от Калище в Ковачевци.
През 1867 година постъпва във Втора българска легия на Георги Раковски, а по-късно през същата година се включва в четата на Панайот Хитов. В пернишкия край Тодор Стаменов е сред сподвижниците и съратниците на Васил Левски, заедно с игумена на Жаблянския манастир Аверкий Попстоянов и възрожденския книжовник архимандрит Зиновий Поппетров.
През 1876 г. Тодор Стаменов с други български доброволци се сражава край Белград по време на Сръбско-турската война. През пролетта на следващата година той се присъединява съм българското опълчение и става част от Пета дружина под командването на майор Павел Николаевич Попов. Става свидетел на освещаването на Самарското знаме. За проявен героизъм в боевете при Стара Загора, Шипка и Шейново Стаменов получава кръст „За храброст“.
През 1885 година участва и в Сръбско-българската война.
Не е известна датата на смъртта му.
Праправнук на Тодор Стаменов е кметът на община Ковачевци Васил Станимиров. Родственик на опълченеца е и летецът Карамфил Стаменков.

## Признание
През 1986 година в центъра на село Калище е издигнат Паметник на опълченците с имената на жителите на селото Тодор Стаменов, Иван Гърков, Димитър Бачов, Никола Бачов и Стоян Комитски, участвали като опълченци в освободителното движение и Руско-турската война.
- Паметник на опълченците, село Калище
- Надписът на паметника отблизо